# Anathallis burzlaffiana
Anathallis burzlaffiana är en orkidéart som först beskrevs av Carlyle August Luer och Sijm, och fick sitt nu gällande namn av Carlyle August Luer. Anathallis burzlaffiana ingår i släktet Anathallis och familjen orkidéer. Inga underarter finns listade i Catalogue of Life.